# Mario Fischer (Wirtschaftsinformatiker)
Mario Fischer (* 1963) ist ein deutscher Autor, Journalist und seit Mai 2010 Chefredakteur und Herausgeber des Magazins Website Boosting. Er ist Professor und Leiter des Studiengangs Bachelor E-Commerce (BEC) an der Technischen Hochschule Würzburg-Schweinfurt.

## Leben
Mario Fischer studierte Wirtschaftswissenschaft an der Friedrich-Alexander-Universität Erlangen-Nürnberg mit den Schwerpunkten Wirtschaftsinformatik, Industriebetriebslehre und Kommunikationswissenschaft. Er erhielt 1990 den Abschluss mit Prädikatsexamen als Dipl.-Kfm. Univ. und trat im selben Jahr in das Beratungsinstitut „tms institut für technik & markt strategien gbr“ in Nürnberg ein. Dort wurde er im Jahr 1994 auch Gesellschafter.
1994 erhielt Mario Fischer auch die Promotion zum Dr. rer. pol. an der Universität Erlangen-Nürnberg. Seit 1998 ist er Professor für Wirtschaftsinformatik mit Schwerpunkt E-Commerce an der Hochschule Würzburg-Schweinfurt (FH). 2002 erfolgte durch ihn die Gründung des Studiengangs Wirtschaftsinformatik, bei dem er als Studiengangsleiter fungierte. 2011 gründete er als Studiengangsleiter den Studiengang E-Commerce ebendort.
Seit 2010 ist er Herausgeber und Chefredakteur des Fachmagazins Website Boosting.

## Werke & Veröffentlichungen (Auswahl)
- Ökologische Dimension der Logistik, Evolutorisch-entropische Systemanalyse ökonomischer Prozesse, Gabler Verlag, 1995
- Website Boosting, Suchmaschinen-Optimierung, Usability, Online-Marketing, Mitp Verlag, 2006
- Website Boosting 2.0, Suchmaschinen-Optimierung, Usability, Online-Marketing, Mitp Verlag, 2008
- 99 Antworten auf SEO-Fragen: SEO Know-How für Einsteiger, Fortgeschrittene und Experten, Eigenverlag, Nürnberg 2025, ISBN 979-8-31068-800-1